# Галайда Дмитро Якович
Дмитро Якович Галайда (Поляков) (нар. 2 квітня 1897 — пом.?) — підполковник Армії УНР.

## Життєпис
Походив з Новозибківського повіту, Чернігівської губернії. У складі лейб-гвардії Литовського полку брав участь у Першій світовій війні. Останнє звання у російській армії — поручик.
На початку 1919 р. — командир 5-го кінного Кінбурнського полку 2-ї кадрової кінної дивізії Дієвої армії УНР, який 15 лютого 1919 р. було переформовано у 27-й кінний дієвий полк (з кінця березня — 27-й кінний Чортомлицький полк 5-ї дієвої кінної дивізії). Станом на 16 серпня 1919 р. — командир 7-го (27-го) кінного Чортомлицького полку Дієвої армії УНР.
У 1920–1921 рр. — приділений до 31-го куреня 11-ї бригади 4-ї Київської дивізії Армії УНР, потому — старшина Партизансько-Повстанського штабу Ю. Тютюнника.
Подальша доля невідома.